# Jagdhaus Fremersberg
Das Jagdhaus Fremersberg, auch Jagdschloss Fremersberg oder wegen seiner Ähnlichkeit mit dem pfälzischen Hubertusorden Jagdhaus St. Hubertus genannt, ist ein im 18. Jahrhundert errichtetes Jagdschloss am Hang des Fremersbergs in Baden-Baden. Die Anlage wurde von der baden-badischen Markgräfin Franziska Sibylla Augusta von Sachsen-Lauenburg für ihre Söhne Ludwig Georg, der sogenannte „Jägerlouis“, und August Georg errichtet.

## Beschreibung

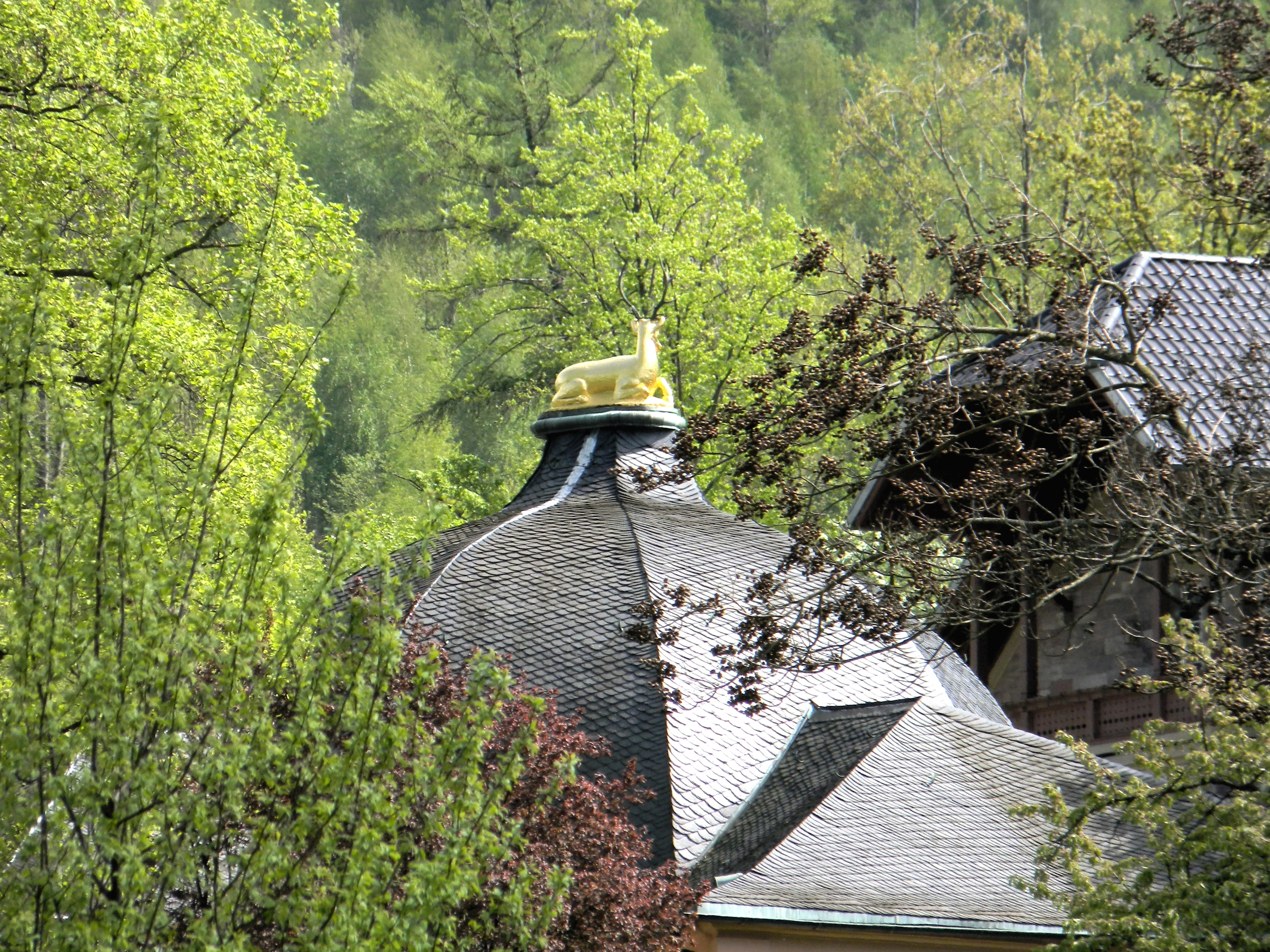
Hirsch auf der Kuppel, Ansicht von Westen

Die Anlage des Jagdhauses Fremersberg bestand ursprünglich aus dem Schlossgebäude, zwei Kavaliersbauten sowie einem Küchenbau. Heute ist auf dem Schlossgelände noch ein weiteres Gebäude im Süden des Schlosshofs. Das Schlossgebäude besteht aus einem oktogonalen Zentralbau mit vier trapezförmigen Flügelbauten, die alle eingeschossig sind. Durch die Flügelbauten, die auf den Schmalseiten gebrochen sind ähnelt der Grundriss des Gebäudes dem pfälzischen Hubertusorden. Auf dem Zentralbau befindet sich eine Kuppel, auf der eine Steinplastik angebracht ist, die einen Hirsch im Wundbett, der von einem Schweißhund gestellt wird, zeigt. Die vier Flügelbauten besitzen je ein schwalbenschwanzförmiges Walmdach.
Die beiden Kavaliershäuser sind je eingeschossige, rechteckige Putzbauten mit Ziegelwalmdächern.
Der Küchenbau ist ein eingeschossiger, oktogonaler Bau, der ein Ziegelzeltdach besitzt. Früher war auf der Rückseite des Gebäudes ein Backofen angebaut, der jedoch in den 1940er Jahren schon nicht mehr existierte.

## Geschichte
Die Errichtung eines Jagdhauses am Fremersberg wurde schon von Markgraf Ludwig Wilhelm von Baden-Baden geplant, jedoch sah dieser Plan einen Abriss des Klosters Fremersberg und eine Errichtung anstelle des Klosters vor. Nach dessen Tod übernahm seine Witwe Franziska Sibylla Augusta von Sachsen-Lauenburg die Bauherrschaft und ließ das Schloss an seiner heutigen Stelle planen. 1716 begann der Bau, bei dem der Hofbaumeister Johann Michael Ludwig Rohrer die Bauleitung übernahm. Im Oktober 1720 wurden die Dächer der Kavalierhäuser und der Stallungen durch einen Sturm beschädigt, was zur Folge hatte, dass sich das Bauende verzögerte. Nachdem die Anlage 1721 fertiggestellt und im 18. Jahrhundert als Jagdschloss genutzt wurde, verfiel sie Anfang des 19. Jahrhunderts immer mehr, so dass 1835 das nördliche Kavalierhaus komplett abgegangen war. 1837 wurden die Malereien am Schlossgebäude wiederhergestellt. Ende des 19. Jahrhunderts wurde auf dem Gelände des Schlosses ein weiteres, im Süden befindliches Gebäude errichtet, das als Gaststätte diente. 1903 und 1904 wurde das Deckengemälde im Schloss erneuert. Nach dem Zweiten Weltkrieg diente das Gebäude bis 1992 als Residenz des kommandierenden Generals der französischen Streitkräfte in Deutschland und französisches Konsulat. Heute steht das Gebäude leer.